# Sandy Cowan
Alexander "Sandy" Cowan (Chesley, Ontario, 5 de febrer de 1879 - Victoria, Colúmbia Britànica, 8 de gener de 1915) va ser un jugador de lacrosse canadenc que va competir a principis del segle xx. El 1904 va prendre part en els Jocs Olímpics de Saint Louis, on guanyà la medalla d'or en la competició per equips de Lacrosse, com a membre de l'equip Shamrock Lacrosse Team.